# 维什霍罗德区

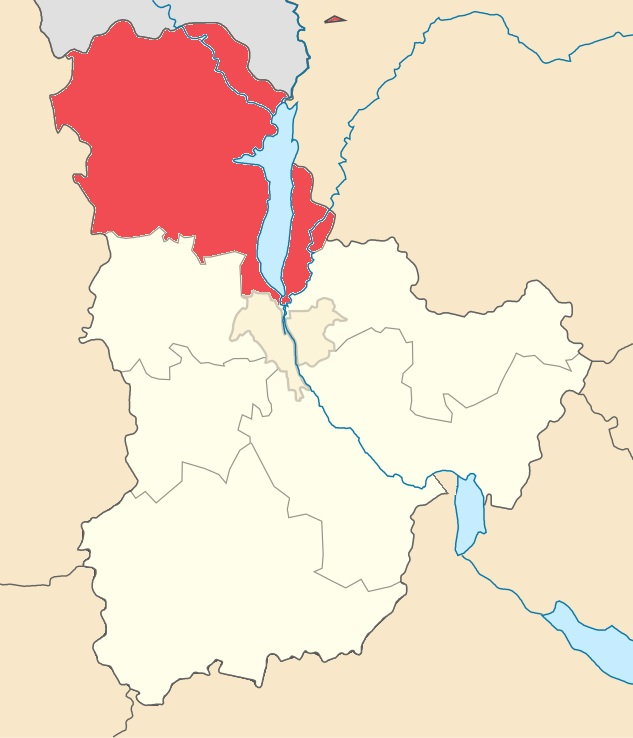
2020年改革后维什霍罗德區在基辅州的位置

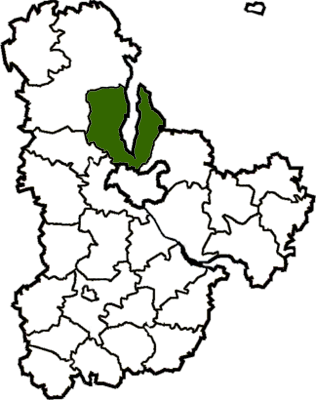
2020年前的维什霍罗德區范围

维什霍罗德区（羅馬化：Vyshhorodskyi raion），是烏克蘭基輔州的一個區，行政中心設於维什霍罗德，面積4,437平方公里，2021年人口数量约为131,957人。
2020年7月18日乌克兰施行了行政区划改革，基辅州的区份数量减至7个，维什霍罗德區的面积扩大了很多。改革前维什霍罗德區的面积为2,031平方公里，2020年人口76,347。該區最早成立於1973年4月12日。

## 行政區劃
維什霍羅德區下分為7個市鎮：
- 維什霍羅德市鎮（烏克蘭語：Вишгородська міська громада） (市級，行政中心：維什霍羅德)
- 斯拉武特奇市镇 (市級，行政中心：斯拉武特奇)
- 德梅爾市鎮（烏克蘭語：Димерська селищна громада） (鎮級，行政中心：德梅爾)
- 伊萬基夫市鎮（烏克蘭語：Іванківська селищна громада） (鎮級，行政中心：伊萬基夫)
- 波利斯克市镇（烏克蘭語：Поліська селищна громада） (鎮級，行政中心：克拉夏蒂奇)
- 新彼得里夫齊市鎮（烏克蘭語：Петрівська сільська громада (Київська область)） (村級，行政中心：新彼得里夫齊)
- 皮爾諾韋市鎮（烏克蘭語：Пірнівська сільська громада） (村級，行政中心：皮爾諾韋)